# Altenburger
Altenburger – ser wytwarzany z mleka owczego w Turyngii; także ser typu Camembert z mleka koziego i krowiego (Altenburger Ziegenkäse) produkowany już od poł. XIX wieku w Turyngii i Saksonii.
Ser ten dojrzewa ok. 8-10 dni, dodaje się do niego kminku i płucze się w solance. Zawartość tłuszczu wynosi w altenburgerze ok. 30%.